# 妙警賊探
《妙警賊探》是由美國USA Network電視台播出的刑偵查案電視劇。由Jeff Eastin製作，由Matt Bomer、Tim DeKay主演。於2009年10月23日首播，第二季於2010年7月13日播出，第三季於2011年6月7日開始播出。第四季於2012年7月10日開播。第五季2013年10月播出。第六季，亦是本剧的最后一季，于2014年11月7日播出，并于2014年12月19日播出最后一集。

## 概述
Neal Caffrey（Matt Bomer飾）是一名詐騙高手，偽造者和小偷。和聯邦調查局玩了三年的貓捉老鼠遊戲之後被捕。他被判入獄四年，但因女友Kate Moreau留給他的訊息讓Neal感到事有蹊蹺，在刑期結束的最後三個月前從最高安全監獄逃脫。然而越獄之後，再次被FBI探员Peter Burke（Tim DeKay 飾）逮捕。為了繼續追尋凱特留下的線索，Neal表示願意協助彼得解決棘手的案件，前提是他要獲得自由。Peter經過一番掙扎後同意了Neal的條件。Neal運用他的才華和匪徒思維幫助Peter解決案件，兩人開始了一種奇妙獨特的合作關係。在雙方合作一段時間之後，Neal和Peter開始彼此信任。Neal在追查後發現其女友被另一FBI探員Garrett Fowler綁架，Fowler要求Neal交出傳說中的音樂盒。在完成任務後，Fowler安排Neal和Kate逃走。但在Neal登机之前，飛機提前爆炸，Kate身亡。Neal试图找到杀害Kate的凶手并解開音樂盒的祕密，原来音乐盒中藏有纳粹第二次世界大戰中收刮的寶藏。他曾经的的导師Vincent Adler逼迫Neal帮他找到宝藏。最后Adler拿到寶藏，但倉房發生爆炸。當大家都以為寶藏已化為灰塵时，Peter發現了Neal之前练习时的作品，于是開始追查下去，但均以失敗告終。大家都不知道其实Mozzie偷了寶藏，并和Neal将宝藏藏了起来。直到Neal的死對頭Matthew Keller出現，綁架Peter的妻子Elizabeth Burke。Neal毅然放棄寶藏以救出Elizabeth。美國监狱減刑委員會十分滿意Neal的表現，提出免去Neal余下的刑期。但Peter的導師Agent Kramer，認為尼爾太寶貴了是一個人才，他不能获得自由。于是計劃將Neal带到華盛頓，和他一起工作。Peter暗示Neal逃走，之後安全後再让他回到紐約。回到紐約後，Neal遇到了他曾经的保护人Ellen Parker。但是有一天他發現Ellen被刺殺......

## 登場人物

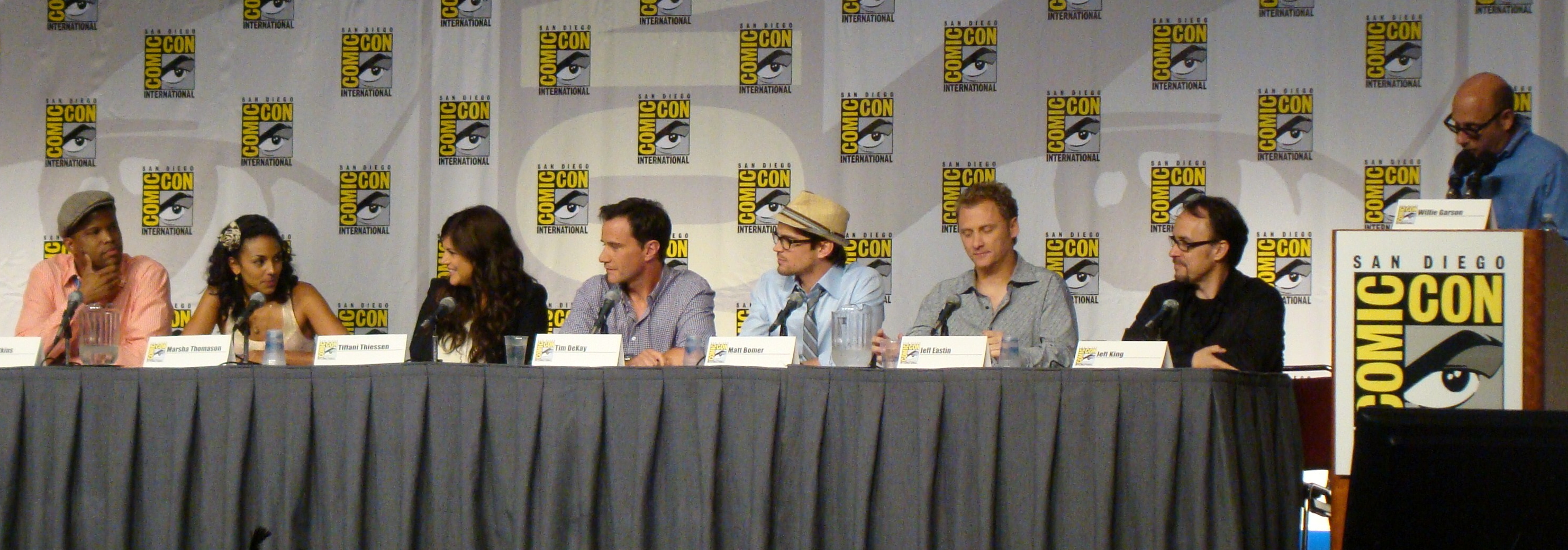
White Collar全體演員

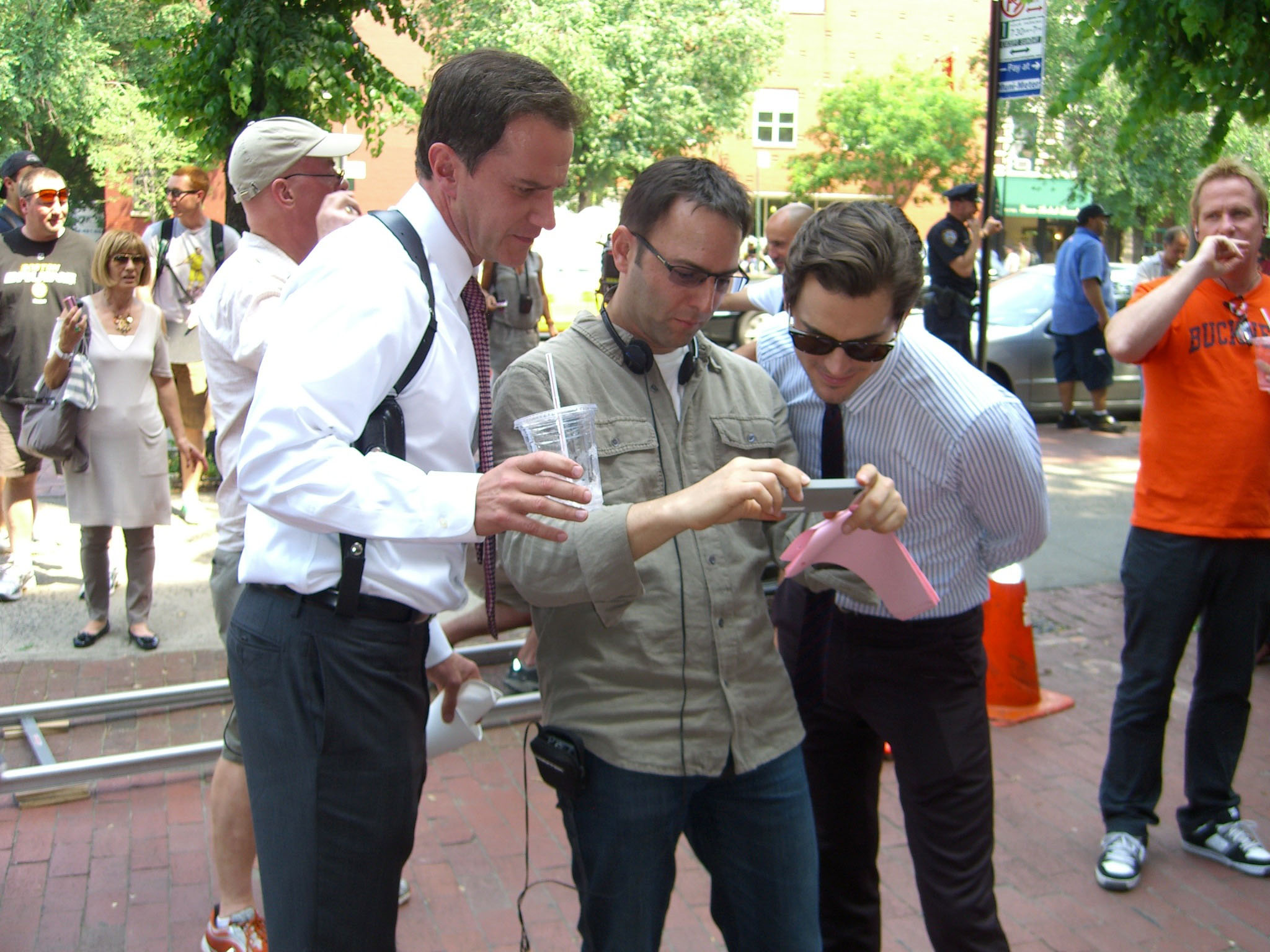
Neal和Peter在2011年

- Neal Caffrey（Matt Bomer 飾）[5]–詐騙高手。被聯FBI特工Peter Burke抓獲。他的女友Kate曾在他被捕後去監獄探望他並表示將結束他們的關係。Neal越獄並去尋找凱特。不過之後很快就被彼得再次逮捕。尼爾提出他協助FBI以換取自由，雖然FBI同意不過也在他的腳踝處安裝了監視器以監視其舉動。Neal也利用他FBI的新身份去尋找Kate，在Kate去世之後，他仍繼續尋找殺害Kate之人。Neal對歷史、珠寶和藝術方面有相當了解，儘管他沒有高中畢業。儘管有機會為自己建立一個新的，誠實的生活，Neal經常渴望他過去的生活，迫使他做出了兩者之間的選擇。Neal的父親是一個腐敗的警官，他由他母親撫養。
- Peter Burke（Tim DeKay 飾）[6]–勤勞、誠實的FBI特工，也是抓捕Neal小組的領導。他利用他的才智預測Neal的行動並抓獲Neal。他很忠實於自己的婚姻並且很愛自己的家庭生活。Peter是Neal最為信任的人，並且決心勸說Neal使他相信他可以是一個誠實的人。在Kate去世之後，Peter決心調查關於音樂盒的真相。Peter擁有會計學的學位，他本來有機會為世界500強企業工作，不過他卻進入了FBI。他很投入他的婚姻和愛他的家庭生活。
- Elizabeth Burke（Tiffani Thiessen 飾）[7]– 昵稱El，Peter的妻子。她很支持並理解Peter的工作。她是一個很聰明的女人，也會與Peter共同討論案件。她也很欣賞Neal。
- Mozzie（Willie Garson 飾）[8]– 昵稱Moz，詐騙高手，Neal的好友，是Neal最信任的人。他還是個嬰兒時就被遺棄，後在底特律的一家孤兒所長大，並在那裡學會了一些騙術。雖然不及Neal精於世故，不過通曉非常多領域的知識，且記憶力過人。他也是唯一一個知道Kate失踪前後經過的人。
- Diana Berrigan(Marsha Thomason 飾) – Peter的助手，並曾協助Peter抓獲Neal。後調職前往華盛頓。之後又回到紐約，出任Jones的助手。
- Sara Ellis(Hilarie Burton 飾) – 保險公司調查員。在Neal偷竊一幅拉斐爾畫作時曾和尼爾對質。不過後來很喜歡和Neal共事，並協助尋找音樂盒的線索。調查期間與 Neal 發展出一段戀情。
- Clinton Jones(Sharif Atkins 飾) – 彼得的助手。
- June Ellington(Diahann Carroll 飾) - Neal在舊貨店相遇的寡婦。一個有快速的判斷能力的人，她很快就給了Neal她的客房和她的丈夫的名牌服裝衣櫃。 她經常保護Neal，並且不在意他是一名已被定罪的重罪犯。和Mozzie也有密切的友誼，並經常對他說話或玩棋盤遊戲。
- Kate Moreau(Alexandra Daddario 飾) - Neal的女朋友。當Neal仍然在監獄時和Neal分手。她給Neal神秘的線索時，她想與他溝通，並最終準備與Neal團聚，但她的私人飛機爆炸當場死亡。
- Alexandra Hunter(Gloria Votsis 飾) – 一個黑市工作的朋友和過去Neal的舊情人，並定期協助Peter和Neal，包括以前的企圖竊取的音樂盒。
- Matthew Keller(Ross McCall 飾) - 小偷，Neal的死對頭。由Peter逮捕和監禁，但後來逃脫，並試圖竊取寶藏，曾綁架Peter和Elizabeth。
- Special Agent Garrett Fowler(Noah Emmerich飾) - 一個名譽掃地OPR的探員。他濫用權力追求Neal協助他尋找音樂盒，最終導致他被迫辭職。Neal認為他要為Kate的死亡負責，Peter後來得知他被一個陌生男子勒索。
- Special Agent Reese Hughes(James Rebhorn 飾) - FBI曼哈頓白領罪行（White Collar）的負責探員。Hughes支持Peter用Neal作為機密線人，但不信任Neal。Hughes冒險警告Peter，他被OPR調查。
- Vincent Adler(Andrew McCarthy 飾) - 一個富有的金融家和騙子，Kate為他的私人助理時，Neal找了一份工作，以取得他的信任，並得到所需要的信息。Adler教授Neal他的個人風格和享受昂貴的生活方式。阿德勒消失了大約在Neal入獄前兩年，發現他已運行一個十億美元的龐氏騙局。之後他把運有寶藏的潛水艇運上岸並綁架Neal要求他關閉潛艇的防盜裝置，但之後Neal把寶藏偷走。
- Agent Kramer(Beau Bridges 飾) - Peter的老師，Kramer在華盛頓的藝術罪案組工作。他喜歡Neal是藝術的專家，Kramer認為Neal是太寶貴了，不值得擁有自由，並決心要找到尼爾犯了其他罪行的證據。並計劃將Neal轉移到華盛頓，和他一起工作。
- Ellen Parker(Judith Ivey 飾) - Neal父親的前合作夥伴。她逮捕了Neal的父親，然後加入證人保護計劃。Neal跟隨著她，她一生中最照顧Neal。

| 名稱                         | 演員             | 職業/狀態                    | 季      | 季     | 季     | 季     |
| 名稱                         | 演員             | 職業/狀態                    | 1       | 2      | 3      | 4      |
| ---------------------------- | ---------------- | ---------------------------- | ------- | ------ | ------ | ------ |
| Neal Caffrey                 | Matt Bomer       | 騙子/監犯，FBI白領犯罪組特工 | 男主角  | 男主角 | 男主角 | 男主角 |
| Peter Burke                  | Tim DeKay        | FBI白領犯罪組高級特工        | 男主角  | 男主角 | 男主角 | 男主角 |
| Elizabeth Burke              | Tiffani Thiessen | Peter妻子;活動策劃人         | 女主角  | 女主角 | 女主角 | 女主角 |
| Mozzie                       | Willie Garson    | 騙子; Neal好友               | 男配角  | 男配角 | 男配角 | 男配角 |
| Special Agent Diana Berrigan | Marsha Thomason  | FBI白領犯罪組特工            | 女配角1 | 女配角 | 女配角 | 女配角 |
| Special Agent Lauren Cruz    | Natalie Morales  | FBI白領犯罪組特工            | 女配角  | 不適用 | 不適用 | 不適用 |
| Sara Ellis                   | Hilarie Burton   | 保險公司調查員               | 不適用  | 閑角   | 女配角 | 閑角   |
| Special Agent Clinton Jones  | Sharif Atkins    | FBI白領犯罪組特工            | 閑角    | 閑角   | 閑角   | 男配角 |

## 獲獎
妙警賊探獲得了2010年全美民選獎中“最沉迷電視節目”以及2011年“最喜歡的有線電視電視劇”的提名。
妙警賊探的馬修波莫獲得了2015年全美民選獎中"有線台最受歡男演員"

## 季數
| 季 | 時隙 (ET)                                                                   | 集數 | 首播           | 首播         | 結局           | 結局         | 電視季      | 觀眾（百萬） |
| 季 | 時隙 (ET)                                                                   | 集數 | 日期           | 觀眾（百萬） | 日期           | 觀眾（百萬） | 電視季      | 觀眾（百萬） |
| -- | --------------------------------------------------------------------------- | ---- | -------------- | ------------ | -------------- | ------------ | ----------- | ------------ |
| 1  | 星期五10:00pm (2009年10月23日–12月4日) 星期二10:00pm (2010年1月19日–3月9日) | 14   | 2009年10月23日 | 5.40         | 2010年3月9日   | 4.04         | 2009–2010年 | 4.28         |
| 2  | 星期二 9:00 pm (2010年7月13日–9月7日) 星期二 10:00pm (2011年1月18日–3月8日) | 16   | 2010年7月13日  | 4.29         | 2011年3月8日   | 3.81         | 2010-2011年 | TBA          |
| 3  | 星期二9:00pm (2011年6月7日–8月9日) 星期二 10:00pm (2012年1月17日–2月28日)   | 16   | 2011年6月7日   | 3.90         | 2012年2月28日  | 2.55         | 2011-2012年 | TBA          |
| 4  | 星期二9:00pm (2012年7月10日–9月18日) 星期二 10:00pm (2013年1月22日–3月5日)  | 16   | 2012年7月10日  | 3.21         | 2013年3月5日   | 2.36         | 2012-2013年 | TBA          |
| 5  | 星期二9:00pm (2013年10月17日–2014年1月30日)                                 | 13   | 2013年10月17日 | 2.53         | 2014年1月30日  | 2.99         | 2013-2014年 | TBA          |
| 6  | 星期二9:00pm (2014年11月6日–12月18日)                                       | 6    | 2014年11月6日  | 1.54         | 2014年12月18日 | 1.86         | 2014年      | TBA          |

## DVD發行
妙警賊探第一季的DVD的1區版於2010年7月13日在美國發行。DVD收錄了被刪減部分、NG集、獨家評論和花絮等內容。相同內容的2區版在2010年7月26日發行。2010年8月18日發行了4區版。
第二季的DVD於2011年6月7日發行。收錄了被刪減內容、NG集、獨家評論和花絮等內容。

## 國際上映時間
| 國家     | 頻道                  | 首映                                                                          | 時間                                                                                            |
| -------- | --------------------- | ----------------------------------------------------------------------------- | ----------------------------------------------------------------------------------------------- |
| 英国     | Alibi                 | October 16, 2012 (Series 2)                                                   | Tuesdays at 10:00pm                                                                             |
| 瑞典     | TV11                  | 2013 (Series 4)                                                               |                                                                                                 |
| 印度 ·   | STAR World            |                                                                               | 10:00pm                                                                                         |
| 菲律賓   | CHASE on BEAM 31      |                                                                               | Saturday at 8:00pm                                                                              |
| 斯洛伐克 | Joj Plus (TV channel) | August 20, 2012 (Series 1)                                                    | Mondays at 10:00pm                                                                              |
| 臺灣     | FOX TAIWAN            | March 25, 2013 (Series 1-3) April 2, 2014 (Series 4) June 23, 2014 (Series 5) | Weekdays at 09:00pm (Series 1-3) Wednesdays at 10:00pm (Series 4) Mondays at 10:00pm (Series 5) |
| 臺灣     | 超視                  | January 9, 2011 (Series 1)                                                    | Sundays at 11:00pm                                                                              |

## 外部連結
- 官方网站
- 互联网电影数据库（IMDb）上《White Collar》的资料（英文）
- White Collar的X（前Twitter）
- White Collar Wiki（页面存档备份，存于）